# Hoonte
Hoonte is een buurtschap in de Nederlandse gemeente Berkelland in de provincie Gelderland. Tot 1 januari 2005 behoorde het tot de gemeente Neede.
Hoonte is vooral bekend omdat de dichter Gerrit Achterberg hier jarenlang heeft gewoond. Vanaf 1944 tot 1952 heeft hij met zijn echtgenote Cathrien van Baak, met wie hij in 1946 in het Needse gemeentehuis trouwde, gewoond in herenboerderij 'Mariahoeve'.
Gerrit Achterberg schreef hier een groot gedeelte van zijn literaire werk, waaronder de bundel 'Hoonte', naar het gelijknamige gedicht.
Hoofdplaats: Borculo       Dorpen: Beltrum · Eibergen · Geesteren · Gelselaar · Haarlo · Neede · Noordijk · Rekken · Rietmolen · Ruurlo

Buurtschappen: Avest · Brammelerbroek · Brinkmanshoek · Broeke · De Bruil · Dijkhoek · De Haar · Heure · Heurne (deels) · Holterhoek · Hoonte · De Horst · Hupsel · Kisveld · Kulsdom · Leo-Stichting · Lintvelde · Lochuizen · Loo · Mallem · Nederbiel · Noordijkerveld · Olden Eibergen · Oosterveld · Overbiel · Respelhoek · Ruwenhof · Schependom · Spilbroek · Veldhoek (deels) · Waterhoek · Zwilbroek

Voormalige gemeenten: Beltrum · Borculo · Eibergen · Geesteren · Neede · Ruurlo